# Ramlinsburg
Ramlinsburg é uma comuna da Suíça, situada no distrito de Liestal, no cantão de Basileia-Campo. Tem 2,24 km² de área e sua população em 2018 foi estimada em 715 habitantes.